# Сен-Пьермон (Арденны)
Сен-Пьермо́н (фр. Saint-Pierremont) — коммуна во Франции, находится в регионе Шампань — Арденны. Департамент коммуны — Арденны. Входит в состав кантона Бюзанси. Округ коммуны — Вузье.
Код INSEE коммуны — 08394.
Коммуна расположена приблизительно в 210 км к востоку от Парижа, в 75 км северо-восточнее Шалон-ан-Шампани, в 36 км к юго-востоку от Шарлевиль-Мезьера.

## Население
Население коммуны на 2008 год составляло 95 человек.
| 1962 | 1968 | 1975 | 1982 | 1990 | 1999 | 2008 |
| ---- | ---- | ---- | ---- | ---- | ---- | ---- |
| 115  | 148  | 114  | 114  | 100  | 112  | 95   |

## Администрация
| Период | Период | Фамилия      | Партия | Должность |
| ------ | ------ | ------------ | ------ | --------- |
| 2001   | 2008   | Рене Жильбен |        |           |
| 2008   |        | Мишель Мишо  |        |           |

## Экономика
В 2007 году среди 58 человек в трудоспособном возрасте (15—64 лет) 36 были экономически активными, 22 — неактивными (показатель активности — 62,1 %, в 1999 году было 67,2 %). Из 36 активных работали 33 человека (20 мужчин и 13 женщин), безработных было 3 (1 мужчина и 2 женщины). Среди 22 неактивных 4 человека были учениками или студентами, 13 — пенсионерами, 5 были неактивными по другим причинам.

## Достопримечательности
- Ферма Сент-Антуан (XIII век). Исторический памятник с 1988 года.[3]
- Церковь XII века. Исторический памятник с 1926 года.[4]
- Дом, в котором родился Жан Мабильон (XVII век). Исторический памятник с 1927 года.[5]

## Фотогалерея
- Церковь
- Укреплённый дом
- Дом, в котором родился Жан Мабильон
- Карта коммуны